# Stephens, Arkansas
Stephens är en ort i Ouachita County i delstaten Arkansas, USA.